# Elecciones presidenciales de Austria de 2010
Las elecciones presidenciales de Austria de 2010 se realizaron el 25 de abril de ese año. Fue la duodécima elección presidencial en Austria desde 1961. La participación fue una de las más bajas de Austria.
Además del presidente Heinz Fischer, la concejal regional de Baja Austria, Barbara Rosenkranz (FPÖ) y el presidente del partido del CPÖ, Rudolf Gehring, participaron en la elección. Fischer ganó con  el 79,33% de los votos válidos el cargo. La participación electoral estuvo en el mínimo histórico del 53,57%.

## Cambios electorales
Todas las personas que habían alcanzado la edad de 16 años a más tardar el 25 de abril de 2010, tenían derecho a voto
- Que tengan la ciudadanía austriaca y su domicilio principal en Austria y no estén excluidos del derecho de voto.
- Por primera vez, no hubo obligación de dar el voto en todo el territorio federal durante la elección del 2010.[2]

## Candidatos
El titular Heinz Fischer buscaba la reelección como independiente:
- Heinz Fischer, Independiente apoyado por el Partido Socialdemócrata de Austria y Los Verdes-La Alternativa Verde.
- Barbara Rosenkranz apoyada por el Partido de la Libertad de Austria.
- Rudolf Gehring por el Partido Cristiano de Austria.

## Resultados
| Candidato          | Partido                           | Votos     | Porcentaje |
| ------------------ | --------------------------------- | --------- | ---------- |
| Heinz Fischer      | Independiente                     | 2,508,373 | 79.33      |
| Barbara Rosenkranz | Partido de la Libertad de Austria | 481,923   | 15.24      |
| Rudolf Gehring     | Partido Cristiano de Austria      | 171,668   | 5.43       |
| Votos válidos      | Votos válidos                     | 3,161,944 | 100.00     |
| -> Votos nulos     | -> Votos nulos                    | 242,682   |            |
| -> Participación   | -> Participación                  | 3,404,646 | 53.57      |
| Registrados        | Registrados                       | 6,355,800 |            |